# Prospect Park, New Jersey
Prospect Park är en kommun (borough) i Passaic County i New Jersey. Vid 2020 års folkräkning hade Prospect Park 6 372 invånare.